# Solenosmilia
Genre
Solenosmilia est un genre de coraux durs de la famille des Caryophylliidae.

## Liste d'espèces
Le genre Solenosmilia comprend les espèces suivantes :
| Selon World Register of Marine Species (29 juin 2015) : - Solenosmilia australis Cairns & Polonio, 2013 - Solenosmilia variabilis Duncan, 1873 | Selon ITIS (29 juin 2015) : - Solenosmilia variabilis Duncan, 1873 |